# Jan-Pieter Suremont
Jan-Pieter Suremont o Pierre-Jean o Pierre-Hans (Anvers, 29 de gener de 1762 - Anvers, 8 de març de 1831) fou un compositor i musicòleg flamenc dels Països Baixos.
En acabar els estudis es dedicà a l'ensenyança i a la composició, produint nombroses obres de tots els gèneres, entre les quals cal mencionar: l'òpera còmica Les trois cousines, cinc misses; tres cantates; una simfonia per a música de vent; diverses obertures i alguns motets.